# Cyrtodactylus novaeguineae
Cyrtodactylus novaeguineae este o specie de șopârle din genul Cyrtodactylus, familia Gekkonidae, ordinul Squamata, descrisă de Schlegel 1837. Conform Catalogue of Life specia Cyrtodactylus novaeguineae nu are subspecii cunoscute.